# Hermann Bauer (Admiral)
Hermann Wilhelm Bauer (* 22. Juli 1875 in Königsberg; † 11. Februar 1958 in Essen) war ein deutscher Admiral.

## Leben
Bauer trat am 9. April 1892 als Kadett in die Kaiserliche Marine ein. Er absolvierte seine Grundausbildung auf der Kreuzerfregatte Stosch, war vom 20. September 1892 bis 4. April 1893 an der Marineschule und setzte dann seine Ausbildung auf dem Schulschiff Moltke sowie dem Großen Kreuzer Deutschland fort. Vom 1. November 1894 bis 30. September 1895 war Bauer ein weiteres Mal an der Marineschule und wurde dort am 15. September 1895 zum Unterleutnant zur See befördert. Anschließend versah er bis zum 30. September 1897 Dienst auf dem Panzerschiff Kurfürst Friedrich Wilhelm. Anfang Dezember 1897 trat Bauer auf dem Dampfer Preußen die Ausreise nach Kiautschou an, um auf dem dort stationierten Kleinen Kreuzer Prinzeß Wilhelm als Wachoffizier eingesetzt zu werden. In der Zwischenzeit war er am 12. April 1898 Leutnant zur See geworden. Die notwendige Umbenennung zum Oberleutnant zur See erfolgte am 1. Januar 1899. Nachdem er mit dem Schiff am 22. Juli 1899 wieder in die Heimat zurückgekehrt war, versetzte man ihn als Wachoffizier auf das Torpedoschulschiff Blücher. Vom 1. Oktober 1900 bis 30. September 1903 fungierte er in der Folge als Kompanieoffizier, Wachoffizier, Erster Offizier und Kommandant der II. Torpedo-Abteilung. Bauer absolvierte dann bis 30. Juni 1905 den I. und II. Coetus an der Marine-Akademie in Kiel und wurde dort am 1. April 1904 zum Kapitänleutnant befördert. Er versah für mehr als ein Jahr wieder Dienst bei der II. Torpedo-Abteilung, wurde zeitgleich als Kommandant des Torpedodivisionsbootes D 9 und als Flaggleutnant der II. Torpedobootsflottille sowie als Flaggleutnant und Kommandant des Torpedobootes S 125 der Manöverflotte verwendet. Vom 1. Oktober 1906 bis 30. September 1908 gehörte Bauer dem Werftdepartement im Reichsmarineamt an. Anschließend erfolgte seine Versetzung als Navigationsoffizier auf den Großen Kreuzer Gneisenau und die dortige Beförderung zum Korvettenkapitän am 16. Oktober 1909. Als Erster Offizier war Bauer dann für ein Jahr an Bord des Linienschiffes Schlesien. Zweieinhalb Jahre fand er Verwendung als Adjutant der Kaiserlichen Werft Wilhelmshaven und vom 9. November 1913 bis 13. März 1914 kommandierte Bauer den Kleinen Kreuzer Hamburg. In dieser Eigenschaft erhielt Bauer das Ehrenkreuz des Ordens der Württembergischen Krone. Er wurde anschließend zur U-Boot-Waffe versetzt und dort Chef der Unterseebootsflottille bzw. der I. Unterseebootsflottille.
Während des Ersten Weltkriegs fungierte Bauer bis 4. Juni 1917 als Führer der Unterseeboote und wurde als solcher am 16. April 1915 Fregattenkapitän. Am 24. Juli 1917 folgte die Ernennung zum Kommandanten des Großlinienschiffes Westfalen sowie am 14. Oktober 1917 die Beförderung zum Kapitän zur See. Nachdem Bauer das Kommando am 5. August 1918 abgegeben hatte, übernahm er das Großlinienschiff Kaiser und kurz vor Kriegsende zeitgleich die Großlinienschiffe Oldenburg und Nassau. Für sein Wirken während des Krieges hatte er beide Klassen des Eisernen Kreuzes und des Friedrich-August-Kreuzes, das Ritterkreuz des Königlichen Hausordens von Hohenzollern mit Schwertern sowie das Hamburger Hanseatenkreuz erhalten.
Vom 21. Dezember 1918 bis 31. März 1919 war er Kommandeur der II. Torpedo-Division und kam dann an die Reich- bzw. Marinewerft Wilhelmshaven. Zunächst wurde er als Ausrüstungsdirektor, ab 3. Oktober 1919 als Oberwerftdirektor verwendet und als solcher am 1. April 1922 zum Konteradmiral befördert. Vom 6. Juni bis 30. September 1923 war Bauer Chef des Allgemeinen Marineamtes in der Marineleitung. Am 1. Oktober 1923 erfolgte die Ernennung zum Chef der Marinestation der Nordsee und in dieser Funktion beförderte man ihn am 1. Februar 1925 zum Vizeadmiral. Bauer wurde am 5. Oktober 1928 zur Verfügung des Chefs der Marineleitung gestellt und unter gleichzeitiger Beförderung zum Admiral am 30. November 1928 in den Ruhestand verabschiedet.
Man stellte Bauer am 25. Juli 1939 zur Verfügung der Kriegsmarine, zog ihn jedoch nicht zum aktiven Kriegsdienst heran.
Der ehemalige Großadmiral und letzter Reichspräsident des Dritten Reiches Karl Dönitz hielt bei seiner Beerdigung eine Grabrede.

## Familie
Bauer ist ein Sohn des Mineralogen Max Bauer. Er heiratete am 22. August 1911 Dorette Luise Anna Johanna Edeling. Aus der Beziehung gingen drei Kinder hervor.

## Veröffentlichungen
- Das Unterseeboot. Seine Bedeutung als Teil einer Flotte, seine Stellung im Völkerrecht, seine Kriegsverwendung, seine Zukunft. Mittler & Sohn, Berlin 1931.
- Als Führer der U-Boote im Weltkrieg. Koehler & Amelang Verlag, Leipzig 1942.
- Reichsleitung und U-Bootseinsatz 1914 bis 1918. Klosterhaus Verlag, Lippoldsberg 1956.